# Sotiraq Çili
Sotiraq Çili (ur. 15 marca 1942 w Korczy, zm. 20 sierpnia 2017) – albański aktor i reżyser. 

## Życiorys
Ukończył studia na Wydziale Aktorskim Instytutu Sztuk w Tiranie. Po studiach, od 1964 występował na scenie teatru Andona Zako Çajupiego w Korczy. Od 1976 był reżyserem Teatru Estradowego w Korczy. W 1997 przeszedł na emeryturę.
W 1968 zadebiutował na dużym ekranie rolą oficera niemieckiego w filmie Prita. Zagrał w czternastu filmach fabularnych, w większości były to role drugoplanowe.

## Role filmowe
- 1968: Prita jako oficer niemiecki
- 1970: Montatorja jako brygadzista na budowie
- 1977: Flamur ne dallge jako pułkownik Karar
- 1977: Nje udhetim i veshtire jako inżynier górnictwa
- 1977: Tomka dhe shoket e tij jako Tomori
- 1978: Gjeneral Gramafoni jako włoski dyrektor
- 1978: Pas gjurmëve jako Guri
- 1979: Nje nate nentori
- 1979: Pertej mureve te gurta
- 1979: Karnavalet jako malarz
- 1979: Me hapin e shokëve jako nauczyciel Fatmir
- 1985: Vjeshte e nxhehte e 41-se
- 1988: Rikonstruksioni jako inżynier Gjergji
- 1989: Kush eshte vrasesi jako agent
- 1990: Kronike e nje nate jako Nikollaj